# Charles Cornwallis, I conte Cornwallis
Charles Cornwallis, I conte Cornwallis (29 marzo 1700 – 23 giugno 1762), è stato un nobile e politico inglese.

## Biografia
Era il figlio di Charles Cornwallis, IV barone Cornwallis, e di sua moglie, Lady Charlotte, figlia di Richard Butler, I conte di Arran.

## Carriera
Successe al padre nella baronia nel 1722. Nel 1740 prestò giuramento del Consiglio della Corona e nominato Lord Luogotenente di Tower Hamlets e Conestabile della Torre di Londra, carica che ricoprì fino al 1762. Nel 1753 fu creato visconte Bromo, nella Contea di Suffolk e conte Cornwallis.

## Matrimonio
Sposò, il 28 novembre 1722, Elizabeth Townshend (?-1º dicembre 1785), figlia di Charles Townshend, II visconte Townshend e Elizabeth Pelham. Ebbero sette figli:
- Lady Mary (6 giugno 1736-28 dicembre 1770), sposò Samuel Whitbread, ebbero una figlia;
- Charles Cornwallis, I marchese Cornwallis (31 dicembre 1738-5 ottobre 1805);
- Sir Henry (10 settembre 1740-1761);
- James Cornwallis, IV conte Cornwallis (25 febbraio 1742-20 gennaio 1824);
- Sir William Cornwallis (1744-1819);
- Lady Elizabeth (?-20 marzo 1796), sposò Bowen Southwell, non ebbero figli;
- Lady Charlotte (?-11 marzo 1794), sposò Spencer Madan, ebbero tre figli.

## Morte
Morì il 23 giugno 1762.